# Criterio informativo della devianza
Il criterio informativo della devianza, DIC (deviance information criterion), è una generalizzazione di modellizzazione gerarchica del criterio informativo di Akaike (AIC,  Akaike information criterion) e dello Schwarz Criterion (BIC). È particolarmente utile nei problemi di scelta di modelli bayesiani in cui le distribuzioni a posteriori dei modelli è stata ottenuta mediante simulazione MCMC. Analogamente all'AIC e al BIC, il DIC è una approssimazione asintotica che migliora ampliando la dimensione del campione di dati. È valida solamente quando la distribuzione a posteriori è approssimativamente di tipo normale multivariata.
Definiamo la devianza come {\displaystyle D(\theta )=-2\log(p(y|\theta ))+C\,}, dove {\displaystyle y\,} rappresenta i dati, {\displaystyle \theta \,} i parametri incogniti del modello e {\displaystyle p(y|\theta )\,} è la funzione di verosimiglianza. {\displaystyle C\,} è una costante che può essere trascurata in tutti i calcoli cui vengono confrontati modelli differenti, e in quanto tale non richiede di essere calcolata.
Il valore atteso {\displaystyle {\bar {D}}=\mathbf {E} ^{\theta }[D(\theta )]} è una misura di quanto il modello si adatta ai dati; maggiore è il valore atteso, peggiore è l'adattamento e quindi la bontà del modello.
Il numero di parametri efficace del modello è calcolato come {\displaystyle p_{D}={\bar {D}}-D({\bar {\theta }})}, dove {\displaystyle {\bar {\theta }}}  è il valore atteso di {\displaystyle \theta \,}. Maggiore è il valore atteso, più facile è per il modello adattarsi ai dati.
Il DIC è calcolato come
{\displaystyle {\mathit {DIC}}=p_{D}+{\bar {D}}.}
L'idea è quella per cui modelli con valore di DIC piccolo dovrebbero essere preferiti a quelli con DIC grande. I modelli sono penalizzati mediante il valore di {\displaystyle {\bar {D}}}, il quale favorisce un buon adattamento ai dati, ma anche (in comune con AIC e BIC) mediante il numero di parametri efficace {\displaystyle p_{D}\,}. poiché {\displaystyle {\bar {D}}} diminuisce all'aumentare del numero di parametri, il termine {\displaystyle p_{D}\,} compensa per questo effetto favorendo modelli con un numero piccolo di parametri.
Nel caso di scelta tra modelli bayesiani, il vantaggio del DIC rispetto agli altri  è di essere più facilmente calcolabile da campioni generati mediante simulazioni Monte Carlo basate su catene di Markov, MCMC (Markov Chain Monte Carlo). I criteri AIC e BIC richiedono il calcolo del massimo della verosimiglianza sopra il parametro {\displaystyle \theta \,}, e questo non è direttamente reso disponibile da una simulazione MCMC. Invece per calcolare il valore del DIC, semplicemente si calcola {\displaystyle {\bar {D}}} come la media di {\displaystyle D(\theta )\,} sopra i campioni di {\displaystyle \theta \,}, mentre {\displaystyle D({\bar {\theta }})} come il valore di {\displaystyle D\,} calcolato sulla media dei campioni di {\displaystyle \theta \,}. Il valore del DIC segue allora direttamente da queste approssimazioni. Claeskens e Hjort (2008, Cap. 3.5) mostrano che il DIC è equivalente per campionamenti estesi alla naturale versione robusta (in termini di modello) dell'AIC.
Nella derivazione del DIC, la famiglia parametrica di distribuzioni di probabilità specificata, e che genera le osservazioni future, include il modello vero. Questa assunzione non è sempre valida e in tale scenario è auspicabile considerare delle procedure di accertamento del modello. Inoltre, anche i dati osservati sono impiegati per costruire la distribuzione a posteriori e per determinare i modelli stimati. Perciò, il DIC tende a prediligere modelli sovra-adattati ai dati. Recentemente questi problemi sono stati risolti da Ando (2007) sviluppando criteri di scelta del modello bayesiano a partire da un punto di vista predittivo, BPIC (Bayesian model selection criteria).
Per evitare i problemi di sovra-adattamento del DIC, Ando (2012) ha sviluppato un criterio di selezione del modello bayesiano da un punto di vista predittivo. Il criterio è calcolato come:
{\displaystyle {\mathit {IC}}=-2\mathbf {E} ^{\theta }[\log(p(y|\theta ))]+2p_{D}.}
Il primo termine è una misura di quanto bene il modello si adatta ai dati, mentre il secondo termine è una penalità sulla complessità del modello.